# Alexandra von Frederiksborg

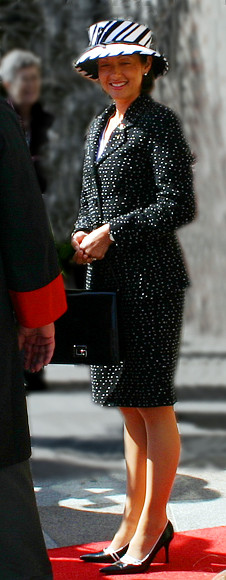
Alexandra Christina, Gräfin von Frederiksborg (2004)

Alexandra Christina, Gräfin von Frederiksborg (* 30. Juni 1964 in Hongkong als Alexandra Christina Manley) ist eine Wirtschaftswissenschaftlerin und die geschiedene Frau von Prinz Joachim zu Dänemark. Die Ehe bestand von 1995 bis 2005.

## Leben

### Herkunft
Alexandra Manley wurde als älteste Tochter von Richard Nigel Manley (1924–2010) und Christa Maria Nowotny (1933–2023) in Hongkong geboren. Sie hat zwei jüngere Schwestern, Martina Bent und Nicola Baird. Ihr Großvater väterlicherseits hatte eine chinesische Mutter und einen englischen Vater. Ihre Mutter stammt aus Österreich. Daher wuchs Alexandra zweisprachig (Englisch und Deutsch) auf. Alexandra spricht auch ein wenig Chinesisch, betrachtet sich selber aber nicht als Chinesin. Sie ist, wie sie erklärte, von der angloamerikanischen Erziehung des Vaters und der Heimat ihrer Mutter, Österreich, geprägt. Alexandra wurde in Hongkong nach anglikanischem Ritus getauft.

### Ausbildung und Beruf
Ihre Eltern ließen Alexandra eine kosmopolitische Ausbildung angedeihen. Alexandra besuchte von 1969 bis 1982 Schulen in Hongkong. Nach dem Schulabschluss studierte sie von 1983 bis 1984 an der Wirtschaftsuniversität Wien. Von 1984 bis 1986 studierte sie Wirtschaftswissenschaften in Tokio und von 1989 bis 1990 in London.
Alexandra arbeitete von 1986 bis 1989 als Börsenmaklerin für die Citibank, Hongkong und für Jardine Fleming, Hong Kong. Zwischen 1990 und 1995 arbeitete sie als stellvertretende Leiterin der Marketingabteilung einer Investmentfirma in Hongkong. 2017 nahm sie einen Lehrstuhl für Wirtschaft und Verwaltung an der Fakultät der Kelley School of Business, Indiana University Bloomington, an.

### Ehe mit Prinz Joachim
Alexandra Christina Manley traf Prinz Joachim 1994 auf einer Party in Hongkong. Sie heiratete den dänischen Prinzen am 18. November 1995. Mit der Eheschließung wurde sie Ihre Königliche Hoheit Prinzessin Alexandra von Dänemark. Vor der Hochzeit trat sie vom anglikanischen zum evangelisch-lutherischen Glauben über. Innerhalb kürzester Zeit lernte sie Dänisch.
Aus dieser Verbindung gingen zwei Kinder hervor:
- Nikolai William Alexander Frederik (* 28. August 1999)
- Felix Henrik Valdemar Christian (* 22. Juli 2002)

Am 16. September 2004 ließ das Paar seine Trennung bekanntgeben. Die Scheidung folgte am 8. April 2005. Für die Söhne hatten sie das gemeinsame Sorgerecht. Mit der Scheidung verlor Alexandra das Prädikat königlich in ihrem Titel, da dieses an ihren Ehestatus mit Prinz Joachim gekoppelt war. Teil der Scheidungsvereinbarungen war die Verleihung des Titels einer Gräfin von Frederiksborg durch Königin Margrethe. Er ist nicht vererblich. Von 2005 bis 2007 war sie Ihre Hoheit Prinzessin Alexandra von Dänemark, Gräfin von Frederiksborg.

### Zweite Ehe
Am 3. März 2007 heiratete Alexandra den fast 14 Jahre jüngeren Fotografen Martin Jørgensen (* 2. März 1978); die Ehe wurde 2015 geschieden. Mit dieser zweiten Eheschließung verlor sie ihren Titel einer Prinzessin von Dänemark und ihren Status als Mitglied der Königsfamilie. Ihr offizieller Name lautet seitdem Ihre Exzellenz Alexandra Christina, Gräfin von Frederiksborg, sie selbst nennt sich Alexandra Manley Gräfin von Frederiksborg. Sie bezog weiterhin ihre jährliche Apanage in Höhe von 1,9 Millionen Kronen (ca. 250.000 Euro), musste sie aber seit dem Ausscheiden aus der Königsfamilie versteuern. 2017 kündigte sie an, ab dem 18. Geburtstag ihres jüngsten Sohnes im Juli 2020 auf die Apanage zu verzichten.
Die Gräfin lebt mit den beiden Kindern Nikolai und Felix aus der Ehe mit Prinz Joachim in Østerbro in Kopenhagen.